# Catamarca (miasto)
Catamarca (lub San Fernando del Valle de Catamarca) − miasto w północno-zachodniej Argentynie, u podnóża Sierra de Ambato (Andy), nad rzeką Río del Valle, stolica prowincji Catamarca. Około 141,3 tys. mieszkańców.
Miasto jest siedzibą klubu piłkarskiego Atlético Policial.
W mieście rozwinął się przemysł spożywczy, skórzany, drzewny oraz tkacki. w Catamarca znajduje się uzdrowisko z źródłami mineralnymi.